# Idaea simplicior
Idaea simplicior é uma espécie de insetos lepidópteros, mais especificamente de traças, pertencente à família Geometridae.
A autoridade científica da espécie é Prout, tendo sido descrita no ano de 1934.
Trata-se de uma espécie presente no território português.